# Diên Biên Phú – Symphonie des Untergangs
Diên Biên Phú – Symphonie des Untergangs (Alternativtitel: Die Schlacht von Diên Biên Phú (1993), Die Hölle von Dien Bien Phu (2004)) ist ein französischer Spielfilm, der den französischen Indochinakrieg und die Niederlage der Franzosen thematisiert.

## Handlung
Während in Hanoi die gehobene, französische Gesellschaft ihrem schönen Leben frönt, spitzt sich der Indochinakrieg immer weiter zu. In der Festung Dien Bien Phu bauen französische und einheimische Soldaten diese weiter aus, um den Ansturm der Viet Minh abzuwehren, wie es der französische Oberbefehlshaber General Henri Navarre geplant hatte.
Der Film erzählt im weiteren Verlauf, wie die französische Armee in der 57-tägigen Schlacht vergeblich dem Ansturm der Viet Minh trotzt. Gleichzeitig wird parallel die Geschichte der Bevölkerung in Hanoi dargestellt, vom einfachen Vietnamesen, der auf eine Befreiung hofft, bis zu französischen Siedlern, die sich vor einer Unabhängigkeit Vietnams fürchten.
Der Film endet mit der Kapitulation der französischen Streitkräfte unter dem Kommando von Oberst Christian Marie Fernand Comte de La Croix de Castries.

## Hintergrund
Schoendoerffer war selbst ein Veteran der Schlacht um Dien Bien Phu, der in diesem Film seine Erlebnisse und das Schicksal der kämpfenden Armeen skizziert. Nach der Niederlage von Dien Bien Phu endete die französische Hegemonie über Indochina und erstmals hatten sich kolonisierte Völker erfolgreich gegen ihre früheren Herren im Kampf gewehrt. Diese Niederlage läutete ebenfalls das aufkommende Ende der französischen Kolonialpolitik weltweit ein, deren Höhepunkt der Verlust Algeriens darstellt.

## Kosten
Die Produktionskosten des Filmes beliefen sich auf 30 Millionen US-Dollar, Drehort war ausschließlich Vietnam.

## Kritiken
- Fischer Film Almanach: „Dieser Regisseur betrachtet Dien Bien Phu – nichts wäre verständlicher – mit der Lupe. Dem Zuschauer hätte Distanz besser angestanden, um zu begreifen, daß dieser historische Augenblick das Schicksal Asiens, Frankreichs, Amerikas und der ganzen Welt veränderte.“[1]
- film-dienst: „Auch wenn einige Szenen der Faszination des Kriegsgeschehens zu erliegen scheinen und dem Leid kein individuelles Gesicht verliehen wird, verzichtet der Film auf jede Emotionalisierung und beschreibt nüchtern die Mechanik des Krieges.“[2]